# Karl Diebitsch
Karl Diebitsch, né à Hanovre le 3 janvier 1899 et mort le 6 août 1985 à Kreuth, est un artiste et officier SS.  
Il fut, avec son collaborateur Walter Heck, le principal concepteur des uniformes de la SS et de toute la marchandise estampillée des deux runes pour tous les corps de la Schutzstaffel. Il dessina notamment l'uniforme noir caractéristique de l'Allgemeine SS.

## Biographie

### Jeunesse
Né à Hanovre en 1899, il fréquente une école d'arts et suit une formation d'apprentissage de peintre décorateur peu avant la Première Guerre mondiale. Ses études sont interrompues par son enrôlement dans la marine impériale allemande en 1915, au cours duquel il est décoré de la Croix de fer de 2e classe. Il quitte l'armée après la capitulation allemande.
Après avoir travaillé temporairement en tant que marchand, Diebitsch décide de reprendre ses études d'arts et s'inscrit à l'école de design de l'Académie des arts plastiques et graphiques à Munich le 29 octobre 1919. 

### Adhésion au parti nazi
Le 1er mai 1920, Diebitsch rejoint le parti nazi (NSDAP) en tant que numéro de membre 1 436. De 1920 à 1923, il est membre du Freikorps. Deux ans après le Putsch de la Brasserie, Diebitsch achève sa formation artistique en 1925, puis vit et travaille plusieurs années à Munich en tant que peintre et graphiste.  
Lorsque les nazis arrivent au pouvoir en 1933, Diebitsch déménage avec sa famille à Berlin et rejoint le Reichsverband Bildenden Künstler Deutschlands (Association nationale des artistes visuels allemands). En 1932, le nouvel uniforme SS entièrement noir est conçu par Diebitsch en collaboration avec le graphiste Walter Heck. En novembre 1933, il adhère à la SS (numéro de membre 141 990) et, en 1937, rejoint de nouveau le NSDAP en tant que numéro de membre 4 690 956.

### Œuvres d'art pour l'Allemagne nazie

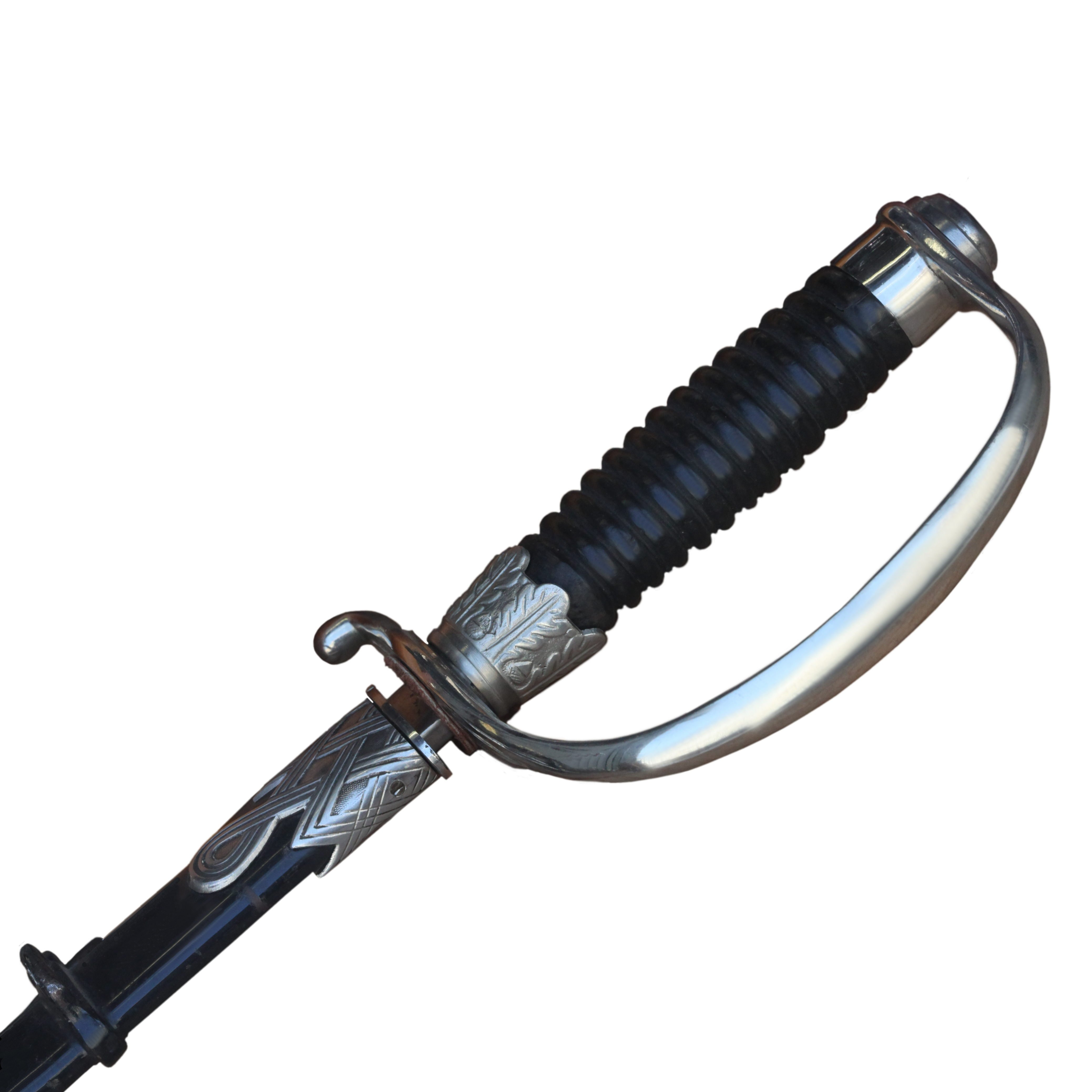
Poignée du SS-Degen, un sabre cérémoniel ou une petite épée, conçue par Diebitsch.

Diebitsch est directeur de la Porzellan Manufaktur Allach en 1936, date à laquelle l'entreprise SS déménage ses installations de production de porcelaine à Dachau. La même année, il conçoit des armes blanches et de nombreux autres articles, notamment des dagues et des épées à la gloire du Troisième Reich. En 1938, il reçoit l'un des plus prestigieux prix lors d'une exposition à la Haus der Kunst de Munich pour son tableau intitulé Mutter. En 1939, Diebitsch dessine le logo en-tête de l’Ahnenerbe et les emblèmes des officiers SS. En mai 1939, il conçoit une fenêtre pour un mur extérieur du dôme « König-Heinrich » de l'abbaye de Quedlinburg. Diebitsch conçoit également de nombreux timbres allemands au cours du Troisième Reich. Adolf Hitler lui décerne le titre d'honneur de Professeur. 

Il fait partie du staff personnel du Reichsführer-SS et a réalisé une tapisserie créée par Elsie Seifert. 
 Elle a été retirée de la résidence de Heinrich Himmler à Berchtesgaden en 1945 par un membre du 506e régiment d'infanterie de la 101e division aéroportée américaine. Cette pièce appartenait à l'origine au Reichstag, mais elle fut acheminée chez le Reichsführer après un incendie qui détruisit une pièce similaire.

### Dernières affectations
Diebitsch est également officier de réserve dans la Waffen-SS pendant la Seconde Guerre mondiale. Il est affecté successivement à la SS-Totenkopfstandarte, au SS Régiment « Germania », à la SS-Division « Wiking » et attaché à l'état-major du Höhere SS- und Polizeiführer Italien (le plus haut dirigeant SS et de la police en Italie). Diebitsch est finalement promu SS-Oberführer le 20 avril 1944.   
Il meurt en 1985. 